# 스패니시타운

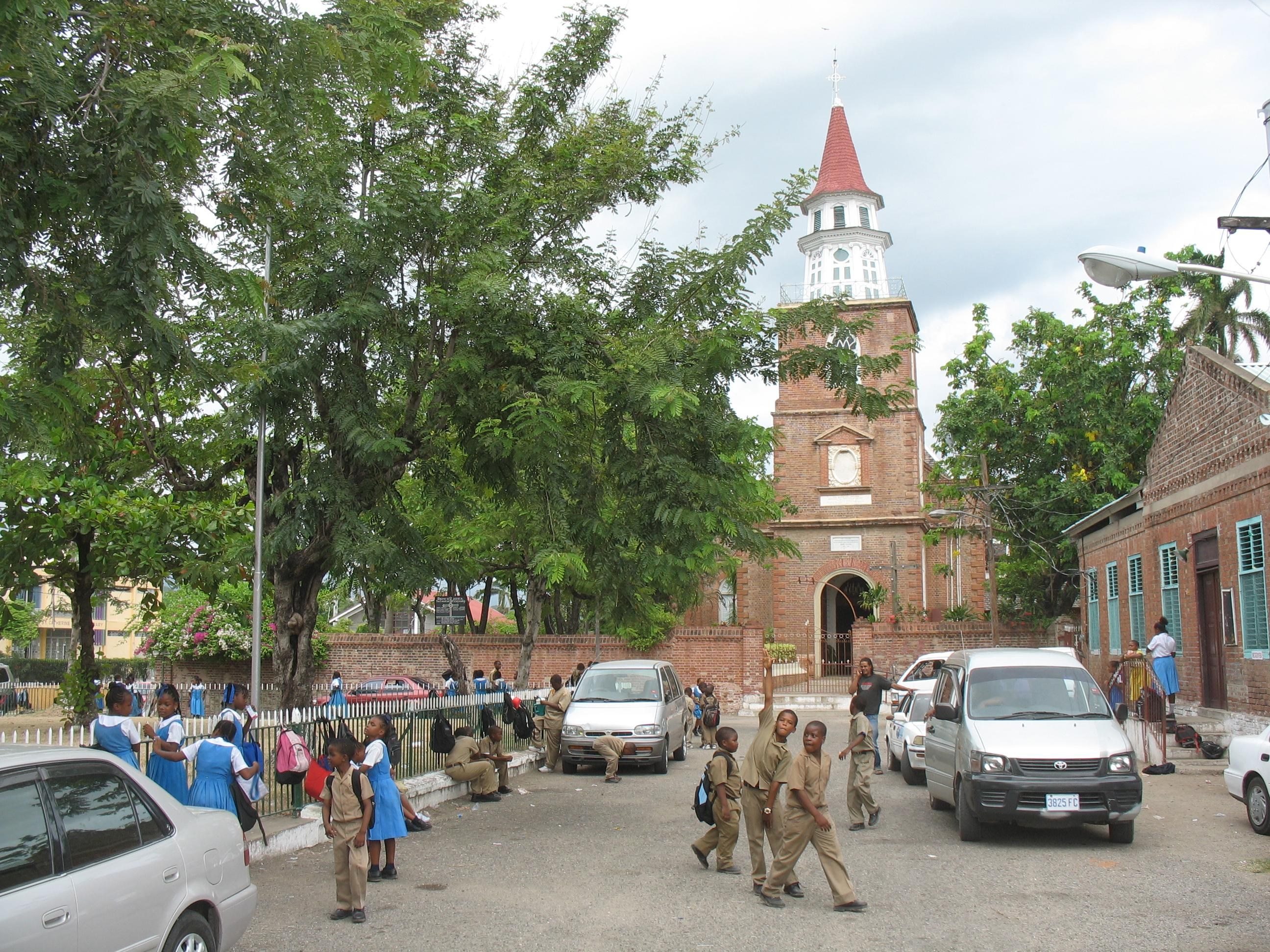

스패니시타운(영어: Spanish Town)은 자메이카 16세기에서 19세기 사이에 걸친 스페인령과 영국 식민지 시대의 자메이카의 옛 수도이다. 영국 국외에서 가장 오래된 성공회 교회가 있다. 미들섹스주 세인트캐서린구의 행정 중심지이다.